# Кокон

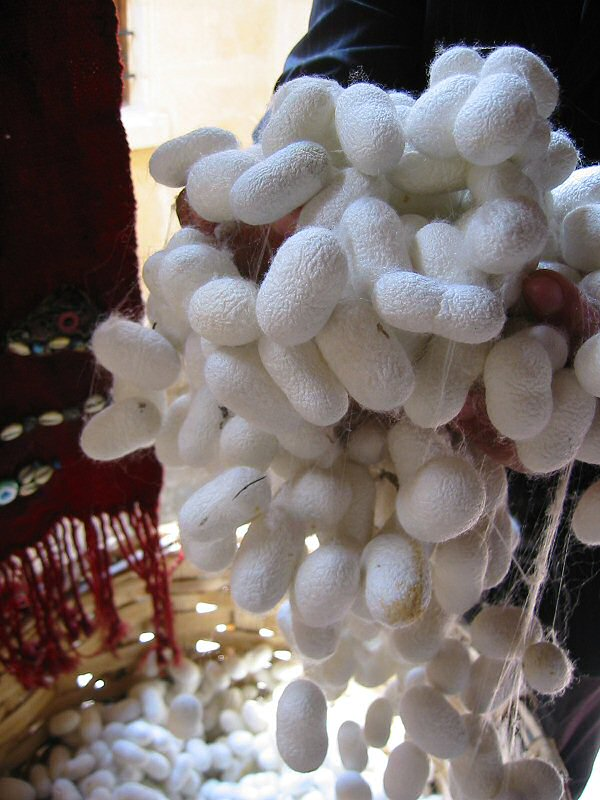
Шовкові кокони

Ко́кон (від фр. сосо — «шкаралупа») — оболонка з шовку, якою оточують себе личинки багатьох комах перед переходом у стадію лялечки. Крім комах, кокони плетуть павуки і деякі тварини.

## Кокони комах

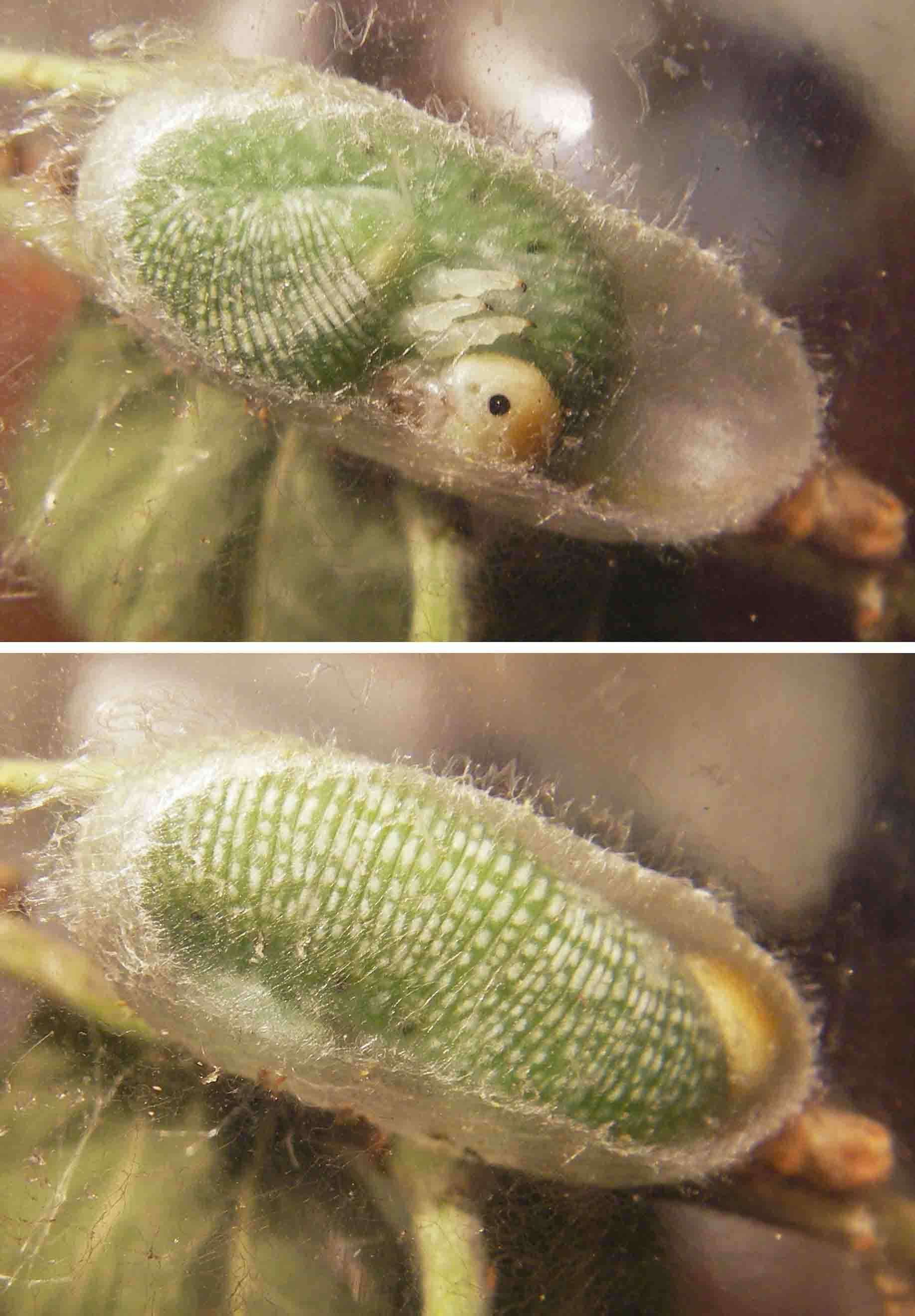
Личинка пильщика Cimbex sp. (Hymenoptera: Symphyta) споруджує кокон, прикріплений одним боком до прозорої скляної стінки, що дозволяє бачити її роботу всередині кокона. Личинка ще не впала в стан пронімфи і тому рухлива. Маніпулюючи головою, вона накладає на внутрішню поверхню кокона, що будується, нові шари шовкової нитки, яка виробляється мальпігієвими судинами і виділяється з отвору в ділянці ротових придатків

Личинки деяких комах з повним перетворенням (багатьох метеликів, волохокрильців, перетинчастокрилих, сітчастокрилоподібних тощо) перед линянням на лялечку плете кокон з шовку, який або виробляється лабіальними залозами і виділяється з рота (точніше, зі спеціального отвору між нижньою губою і гіпофаринксом), або виробляється мальпігієвими судинами і виділяється з анального отвору. Кокони можуть бути м'якими або жорсткими, щільними або пухкими, різних кольорів, складатися з різних шарів, залежно від виду личинок, що їх створили. Деякі личинки вбудовують у шовковий кокон частинки ґрунту, свої екскременти та/або скинуті зі свого тіла щетинки. Часто кокони розташовуються в ґрунті або в інших важкодоступних місцях — під листям, у тріщинах кори дерев тощо. Усередині кокона личинка впадає в стан пронімфи і потім линяє; і таким чином малорухлива або зовсім нерухома пронімфа і лялечка виявляється захищеною коконом. У деяких комах лялечка перед линянням на дорослу комаху залишає кокон; лялечки деяких комах (волохокрильців, скорпіонниць, сітчастокрилоподібних) прогризають кокон своїми добре розвиненими мандибулами; у лялечок інших комах мандибули нерухомі або відсутні. Лялечки жуків і перетинчастокрилих линяють на дорослу комаху прямо всередині кокона. В останньому випадку доросла комаха примудряється розправити крила, м'які після линьки, в тісному просторі кокона і дочекатися їх затвердіння, після чого складає крила і прогризає собі шлях з кокона назовні. Самиці деяких мішочниць кокона не залишають.

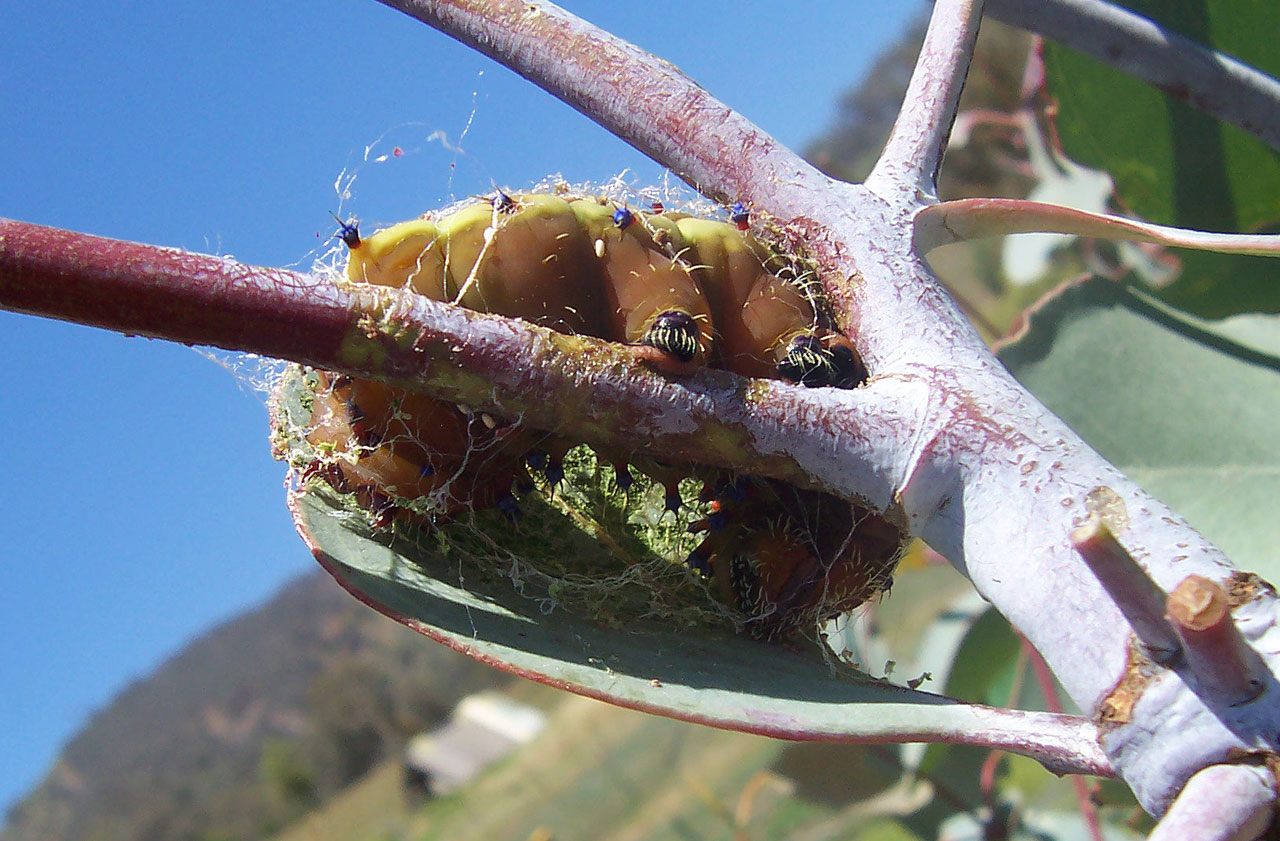
Гусениця закріплює кокон.
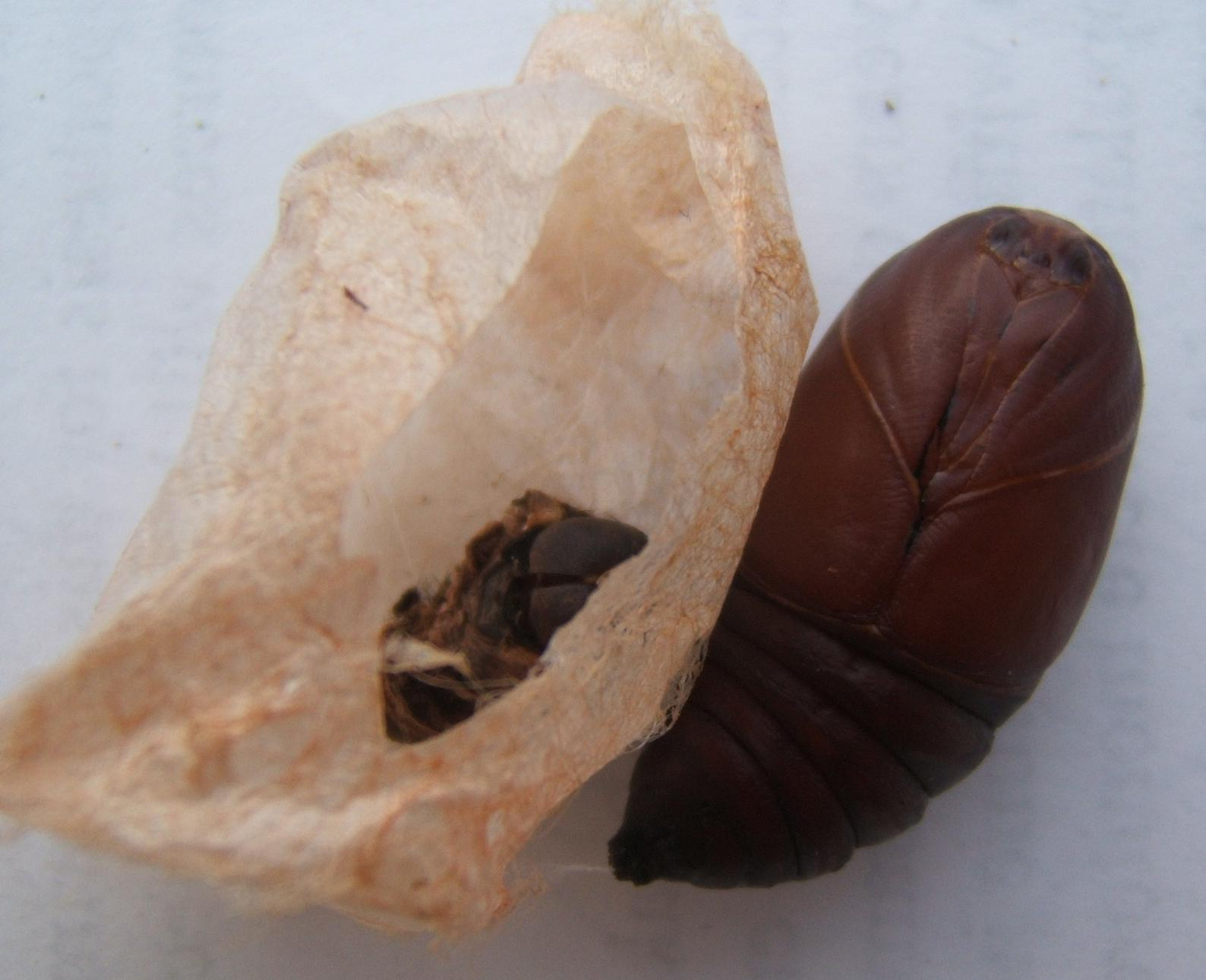
Кокон і лялечка метелика Actias luna.
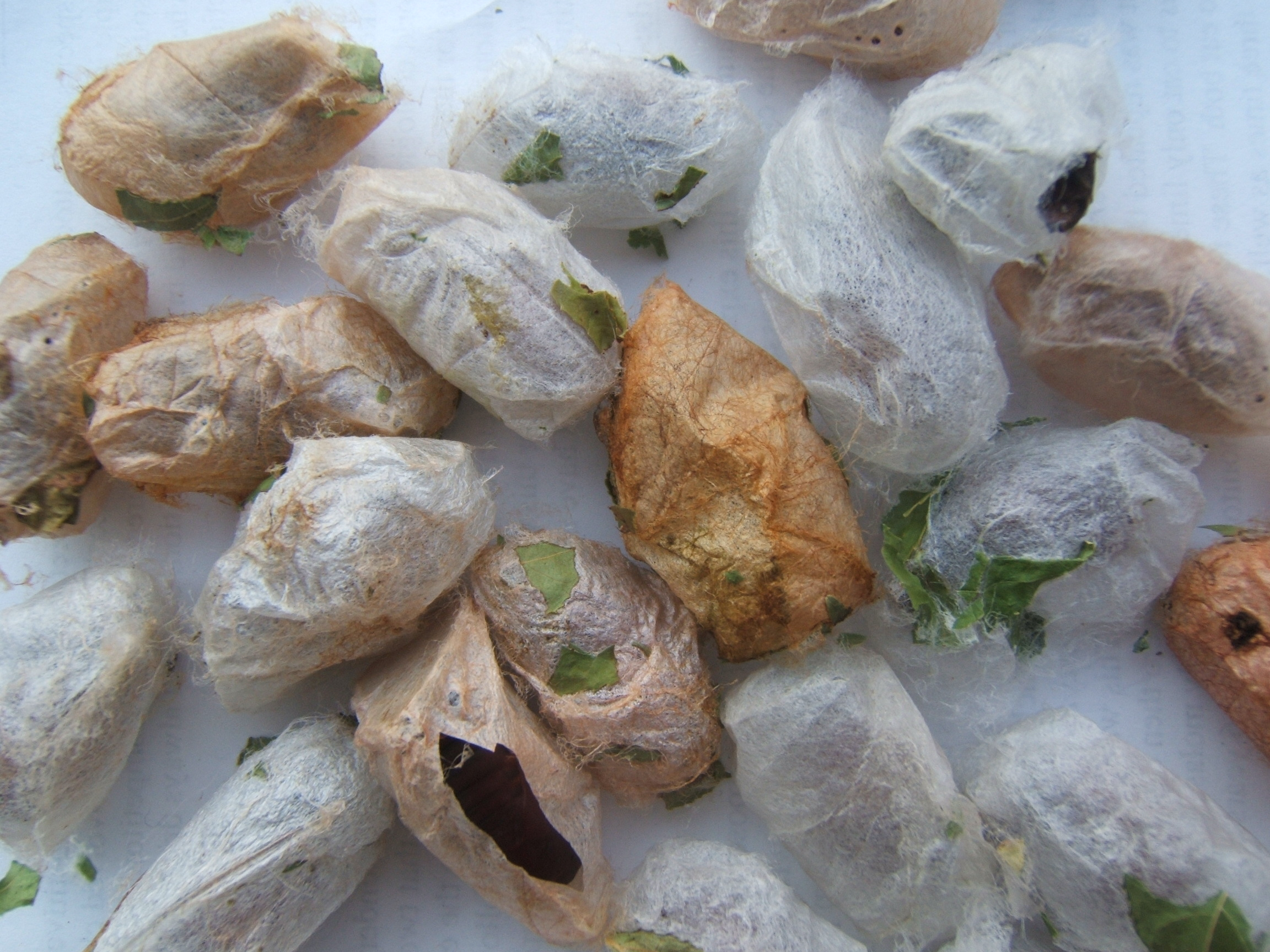
Кокони метелика Actias luna.
Метелик Actias luna залишає кокон.

## Кокони павуків

### Для яєць
Павукова павутина була призначена перш за все для захисту яєць. Кокони більшості видів двошарові: внутрішній шар м'якший, зовнішній — міцніший. Кокон, залежно від виду, містить від 2 до 1000 яєць. Що менше яєць у коконі, то більше самих коконів створює кожна павучиха.

### Для жертв
Підійшовши до спійманої в павутину жертви, павуки поводяться по-різному. Одні роблять укус жертві, паралізуючи її, інші — швидко загортають жертву в щільний кокон, щоб вона не могла ворушитися. Це робиться через те, що іноді павук значно поступається в розмірах і силі своїй жертві. Він підходить пізніше, коли жертва ослабне або перестане чинити опір.

### Для потомства
Дивний і зворушливий вияв турботи про потомство у бродячих павуків. На початку літа можна побачити як втікають з-під ніг самиці павуків-вовків, до черевця яких міцно прикріплено м'який круглий клубочок. Не всі знають, що це кокон, у якому знаходиться багато (кілька десятків) павукових яєць. Протягом довгих тижнів павучиха носить з собою кокон. Швидкість розвитку зародків залежить від температури зовнішнього середовища (повітря). З підвищенням температури на 10 градусів швидкість інкубації яєць зростає приблизно в два рази. Тому павучиха, яка зазвичай віддає перевагу сирим, затіненим місцям, у період виношування кокона вишукує відкриті, найбільш прогрівані сонцем ділянки. До вечора від випаровування води з тіла вага тварини зменшується майже наполовину! Але тільки після заходу сонця самиця залишає «солярій», тамуючи спрагу і набираючи нормальну вагу переважно заадяки росі. А на ранок — знову на спеку, якщо дозволить погода. І це триває протягом 2 — 3 тижнів.

## Кокони хребетних

### Амфібії
Веслоногі жаби покривають кладку ікри спіненим слизовим коконом, розташовуючи його прямо над водоймою. Оболонка кокона твердне, проте ікринки залишаються у вологому середовищі. Коли ікринки прокльовуються, оболонка кокона проривається, і пуголовки падають у воду.

### Риби
Протоптер перед сплячкою під час посухи виділяє слиз, який, застигаючи, утворює міцний кокон, що являє собою плівку товщиною 0,05-0,06 мм, в якому риба чекає дощу.

## Кокони тварин
Деякі безхребетні, зокрема, багато молюсків і деякі черв'яки, обволікають кладку яєць слизовим коконом. Поступово такий кокон застигає і твердне. Деякі равлики кладку зміцнюють, наприклад Natica замішує в слиз пісок.

## Кокони вигаданих істот
- Прибулець із фільму «Арахнід» покривав жертву коконом, у якому личинка годувалася напівперетравленою жертвою. Інший кокон він використовував для сну.
- Чужі часто перетворюють жертв на кокони і залишають поруч зі своїми яйцями.
- В коконах перебували вампіри у фільмах «Ван Хелсінг» (мертвонароджене потомство Дракули) і «Священик» (під час транспортування поїздом).
- Кокони — пристрої з однойменного фільму і його продовження, в яких прибульці перебували в стані анабіозу.
- Могваї — істоти з фільмів «Гремліни» і «Гремліни 2: Нова партія» — заляльковуються перед перетворенням на гремлінів.
- Кокон — космічний корабель прибульців із фільму «Землянин».